# Ціліатура

Морфологія інфузорії: 1. скоротлива вакуоля; 2. травна вакуоля; 3. макронуклеус; 4. мікронуклеус; 5. порошиця; 6. ротовий отвір; 7. глотка; 8. війка

Ціліатура (лат. ciliatura)  — (у інфузорій) сукупність усіх війок та їх похідних. Забезпечує рух води до ротового отвору, рух інфузорії у товщі води.
Еволюція ціліатури розвивається в напрямку її спеціалізації. Розрізняють перистомальну ціліатуру — замкнуте кільце мембранел, соматичну ціліатуру, локомоторну ціліатуру та ін.